# Грим Лысый
Грим Лысый или Скаллагрим Квельдульвссон (исл. Skalla-Grímr Kveldúlfsson; IX век, Норвегия ― X век, Боргарнес, Мира, Исландия) ― норвежский викинг и скальд, один из первопоселенцев Исландии. Отец скальда Эгиля Скаллагримссона. Упоминается в саге об Эгиле и в книге о заселении Исландии.

## Биография
Грим родился в семье берсерка Квельдульва Бьяльвасона и Сальбьёрг Карадоттир. У него также был старший брат Торольв. Грим был женат на Бере Ингварсдоттир и имел двух сыновей Торольва и Эгиля и двух дочерей Сэунн и Торунн. Когда Гриму было 25 лет, он облысел и его прозвали Лысым (исл. Skalla).
Брат Грима, Торольв, входил в свиту короля Харальда I Прекрасноволосого, хотя его отец Квельдульв отказался присягнуть королю. Когда Харальд убил Торольва, Скаллагрим и Квельдульв напали на корабль, принадлежавший братьям Сигтрюггу Быстрому и Халльварду Суровому. Сигтрюгг и Халльвард были причиной недоверия Харальда к Торольву, распространяя ложь и слухи, чтобы убедить короля позволить им захватить землю Торольва. Грим знал об этом и, увидев корабль с их знаменем недалеко от берега, воспользовался случаем и отправился к братьям со своим отцом и другими воинами и убил всех, включая двух двоюродных братьев короля.
После этого Скаллагрим и Квельдульв отправились в Исландию. По пути Квельдульв захворал из-за проявленной в прошлой битве ярости берсерка, так как он был уже стар. Когда они пересекли море, Квельдульв умер, однако перед смертью он приказал капитану своего корабля выбросить его гроб за борт, и сказал, что где бы он ни оказался на берегу, там поселится его сын. Капитан сделал, как приказал Квельдульв, и когда Грим прибыл в Исландию, он нашёл гроб выброшенным на берег в районе Миры, недалеко от нынешнего Боргарнеса. Скаллагрим и другие поселенцы построили там свои дома и заселили весь регион.
Грим Лысый дожил до старости и умер в Боргарнесе.

## Поэзия
В саге об Эгиле упоминается строфы за авторством Грима Лысого:

| Nú's hersis hefnd | Недруг сражён,                |
| við hilmi efnd;   | Торольв отомщён.              |
| gengr ulfr ok örn | Стая волков                   |
| of ynglings börn. | Топчет врагов.                |
| Flugu höggvin hræ | Халльвард на дне,             |
| Hallvarðs á sæ.   | В морской глубине.            |
| Grár slítr undir  | Сигтрюгга раны                |
| ari Snarfara.     | Рвёт коршун рьяно.            |
|                   | пер. С. С. Масловой-Лашанской |

По словам историка Бьярни Эйнарссона, это стихотворение с использованием рунхента «если подлинное» является уникальным явлением в древнескандинавской поэзии конца IX века.

## Память
В Боргарнесе расположен парк Скаллагримсгардур, в котором, как считается, находится могила Скаллагрима Квельдульвссона.